# Kabupaten de Pangandaran
Cet article concerne un département indonésien. Pour la ville indonésienne, voir Pangandaran.

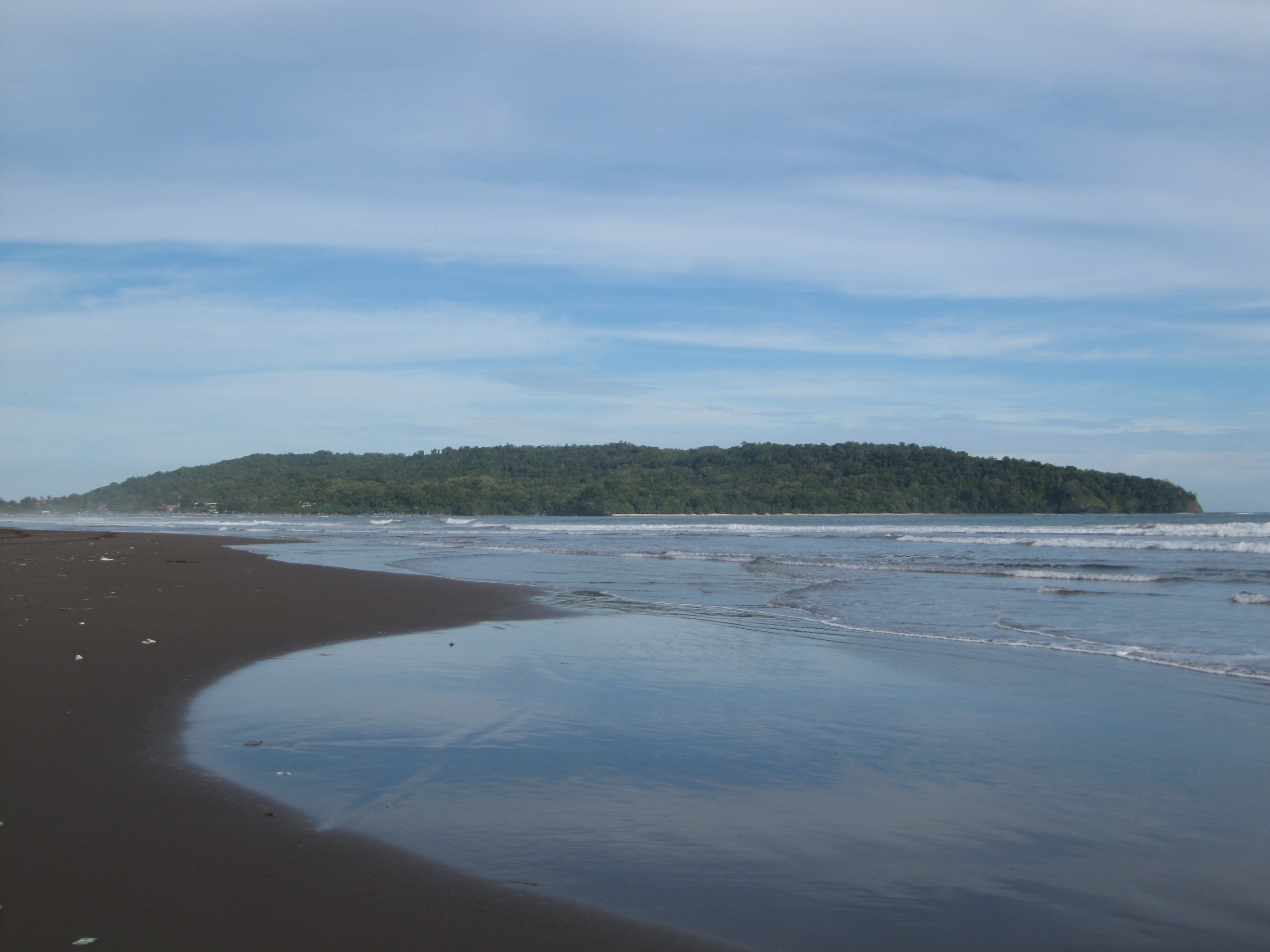

Le kabupaten de Pangandaran, en indonésien Kabupaten Pangandaran, est un kabupaten dans la province de Java occidental. Son chef-lieu est Parigi (en).
Le kabupaten a été créé en 2012 par détachement de celui de Ciamis.

## Géographie
Le kabupaten de Pangandaran est bordé :
- Au nord, par celui de Ciamis,
- À l'est, par la province de Java occidental,
- Au sud, par l'océan Indien,
- À l'ouest, par le kabupaten de Tasikmalaya.

## Tourisme
- La plage de Pangandaran
- Le canyon de Cukang Taneuh